# Hein Dijksterhuis
Hein Dijksterhuis es un deportista neerlandés que compitió en vela en la clase Flying Dutchman. Ganó dos medallas en el Campeonato Mundial de Flying Dutchman, oro en 1998 y bronce en 1999.

## Palmarés internacional
| Campeonato Mundial | Campeonato Mundial          | Campeonato Mundial | Campeonato Mundial |
| Año                | Lugar                       | Medalla            | Clase              |
| ------------------ | --------------------------- | ------------------ | ------------------ |
| 1998               | Den Oever (Países Bajos)    | Medalla de oro     | Flying Dutchman    |
| 1999               | Lee-on-Solent (Reino Unido) | Medalla de bronce  | Flying Dutchman    |